# مترو گوانگ‌ژو
مترو گوانگ‌ژو (广州地铁) سیستم قطار شهری زیرزمینی در شهر گوانگ‌ژو، گوانگ‌دونگ، چین است.
این مترو که در سال ۱۹۹۷ تأسیس شده دارای ۱۷ خط، ۳۲۳ ایستگاه و ۷۰۲ کیلومتر طول است.

## نگارخانه

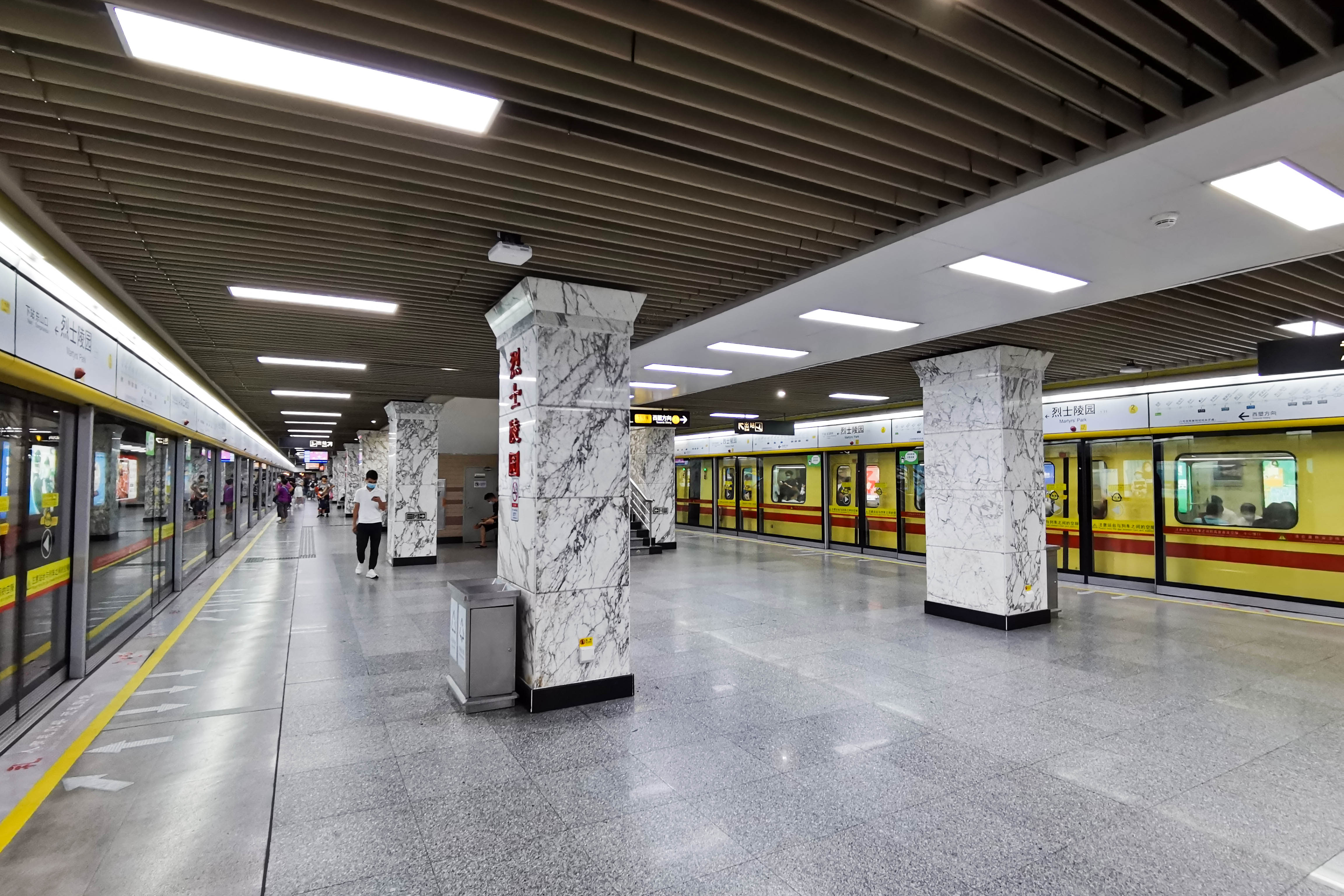
ایستگاه مارتیرز پارک در خط ۱
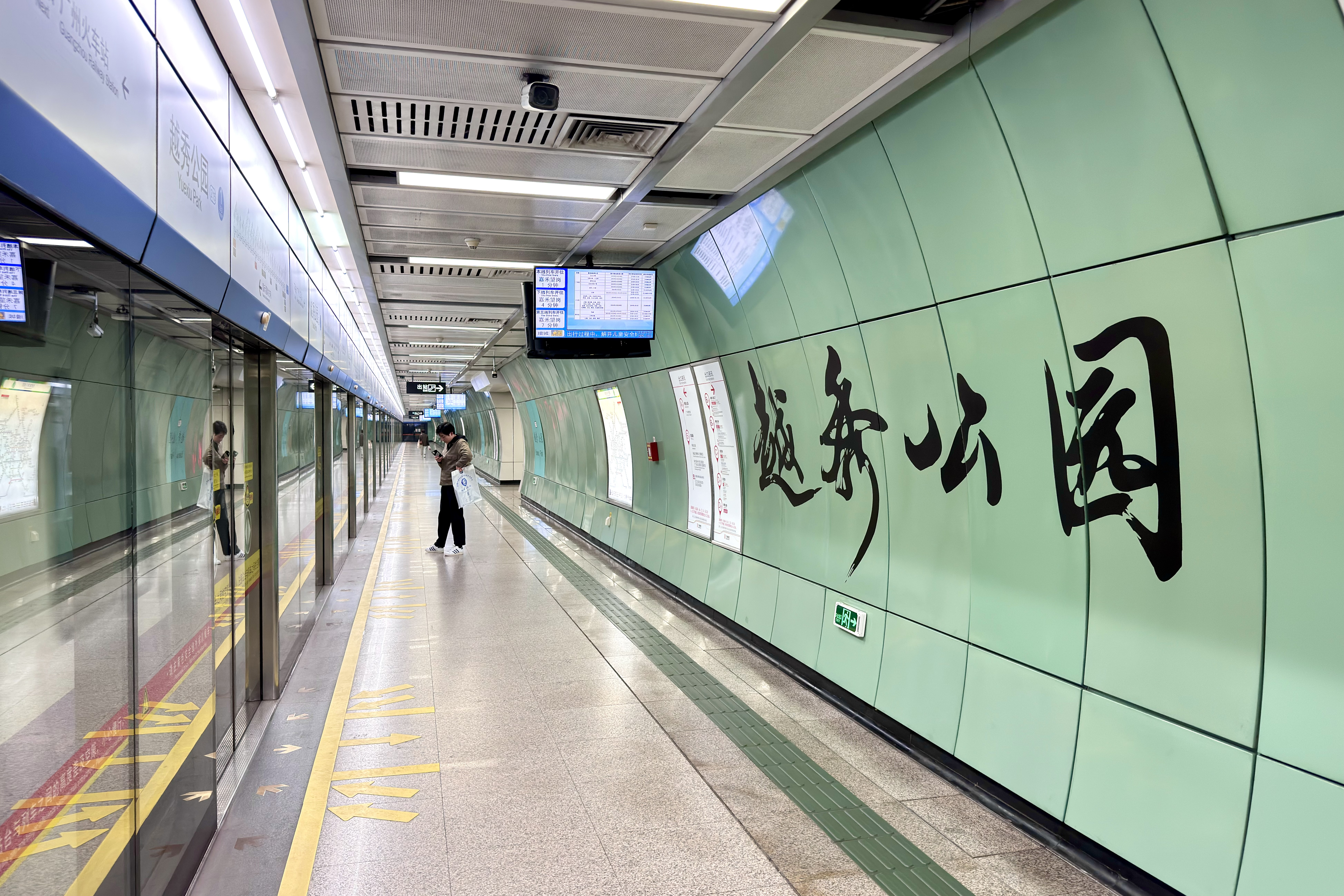
ایستگاه یوئشیو پارک خط ۲
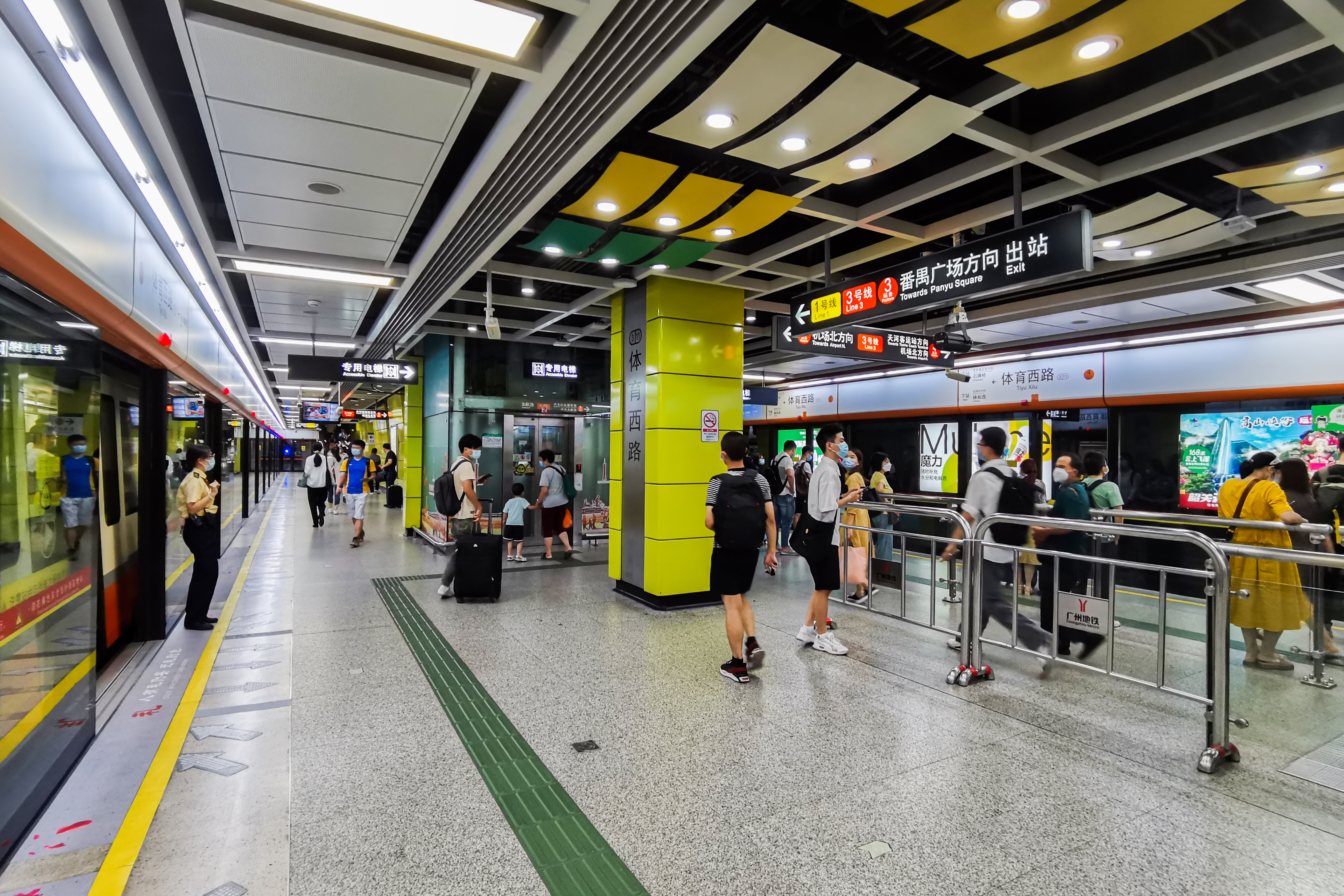
ایستگاه تیو شیلو در خط ۳
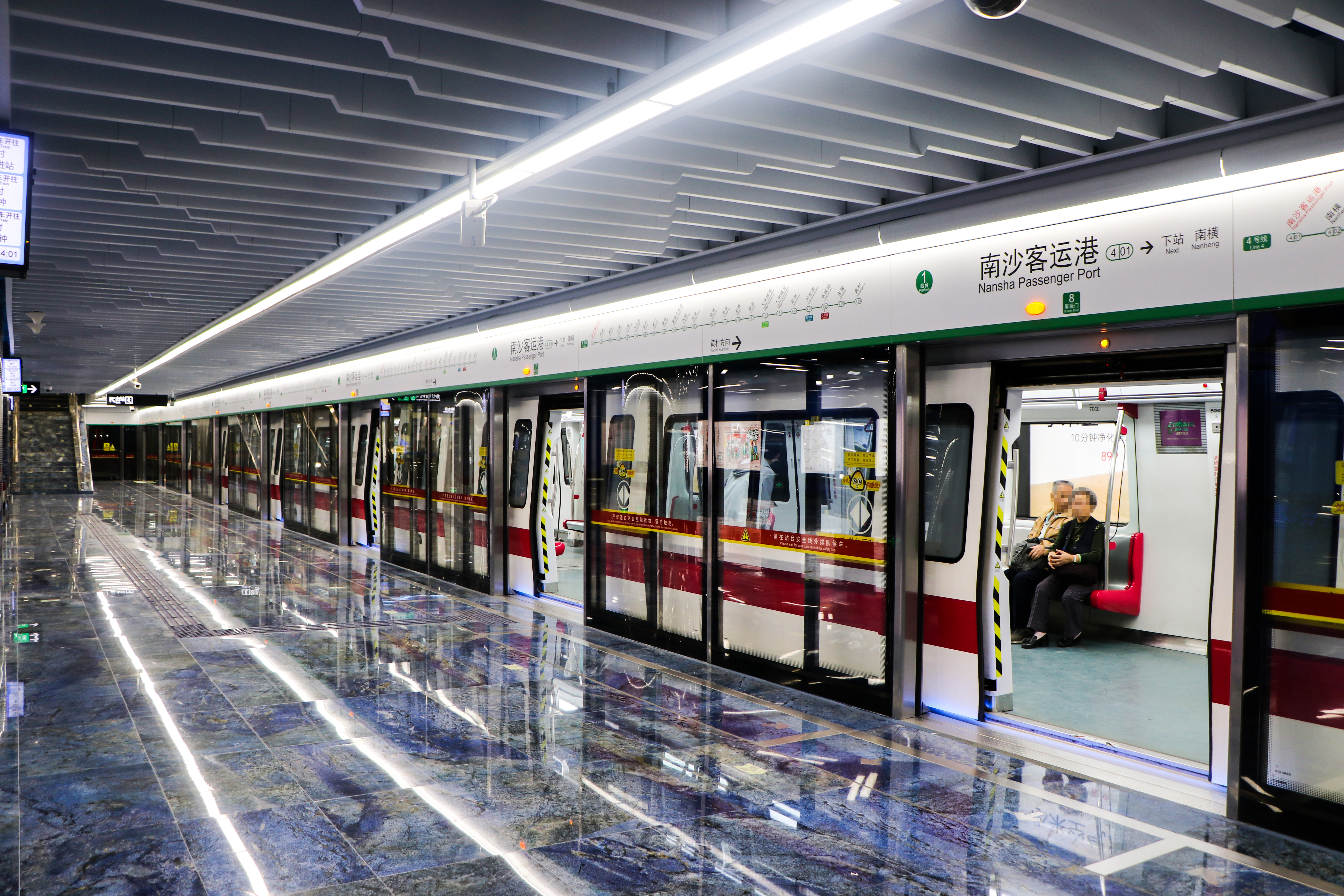
ایستگاه بندر مسافری نانشا در خط ۴
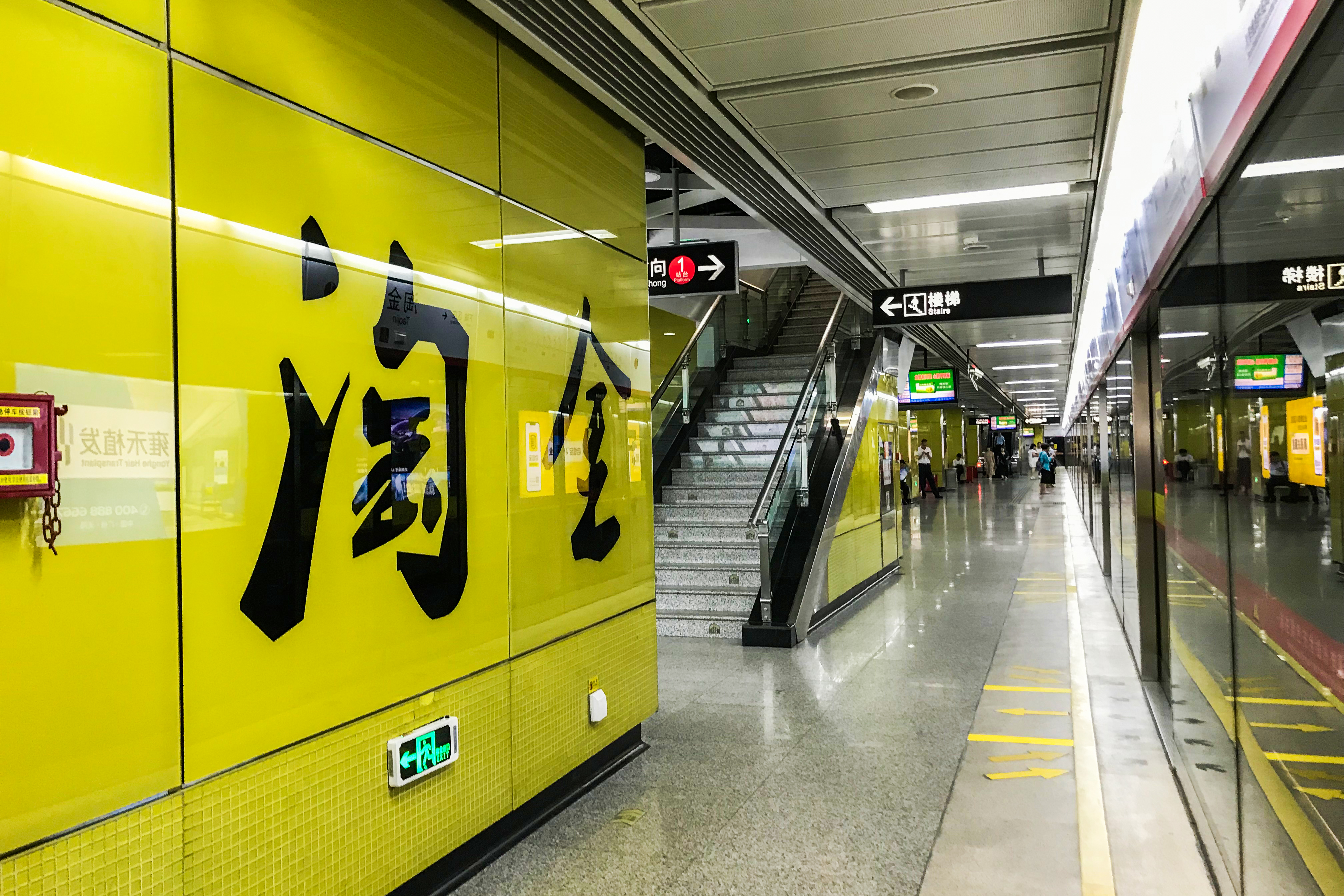
ایستگاه تائوجین در خط ۵
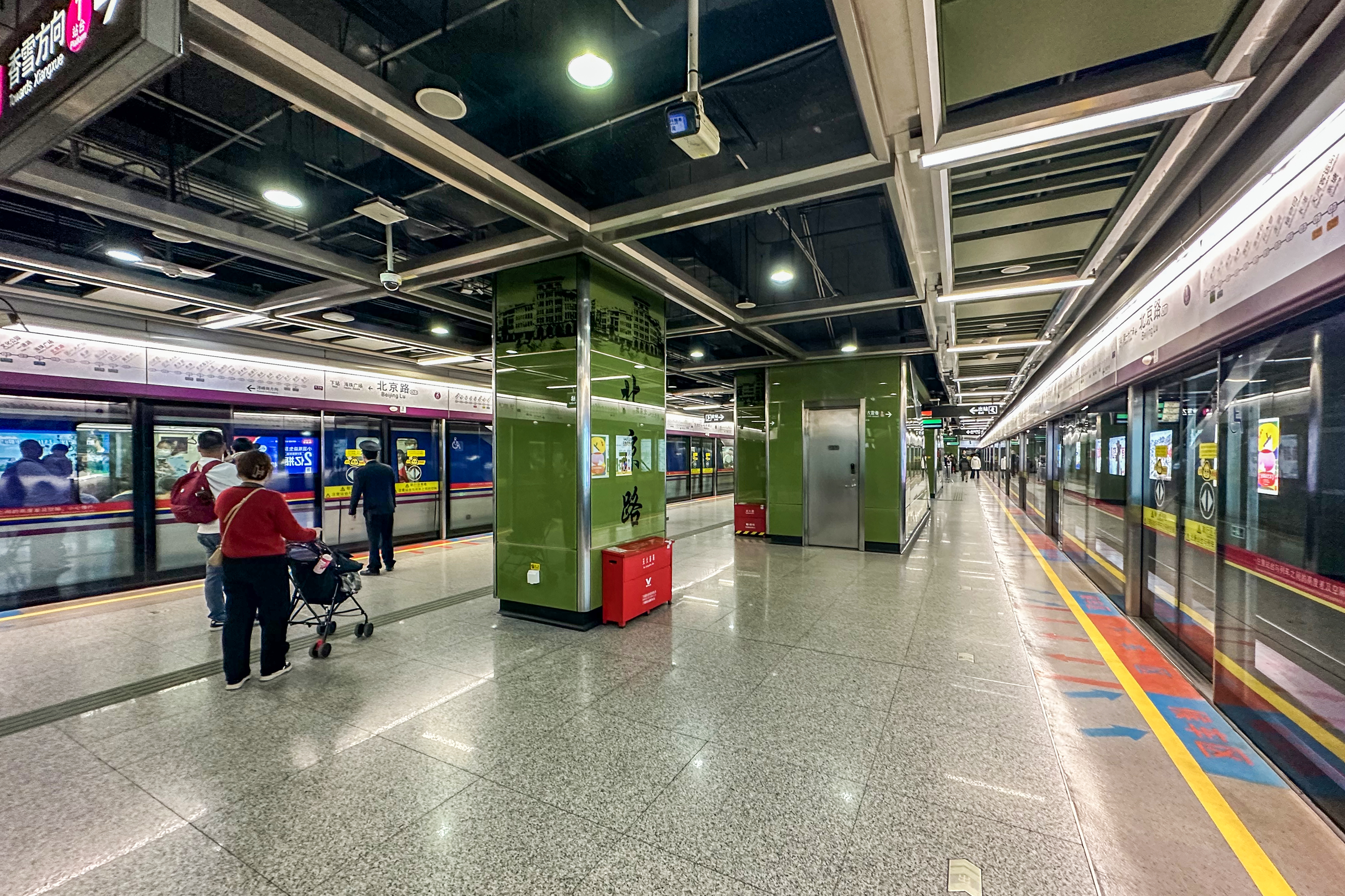
ایستگاه بیجینگ لو در خط ۶
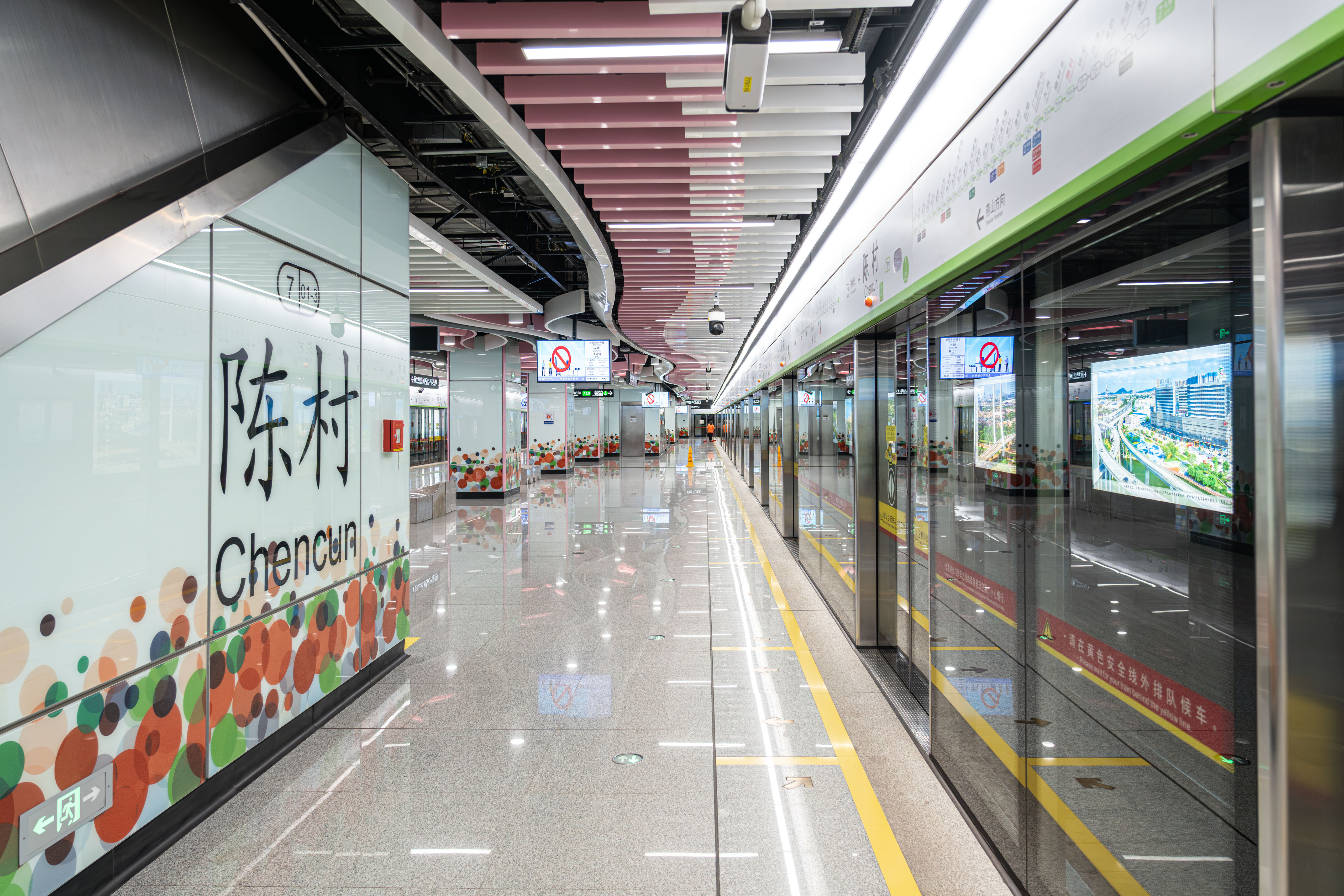
ایستگاه چنسون در خط ۷
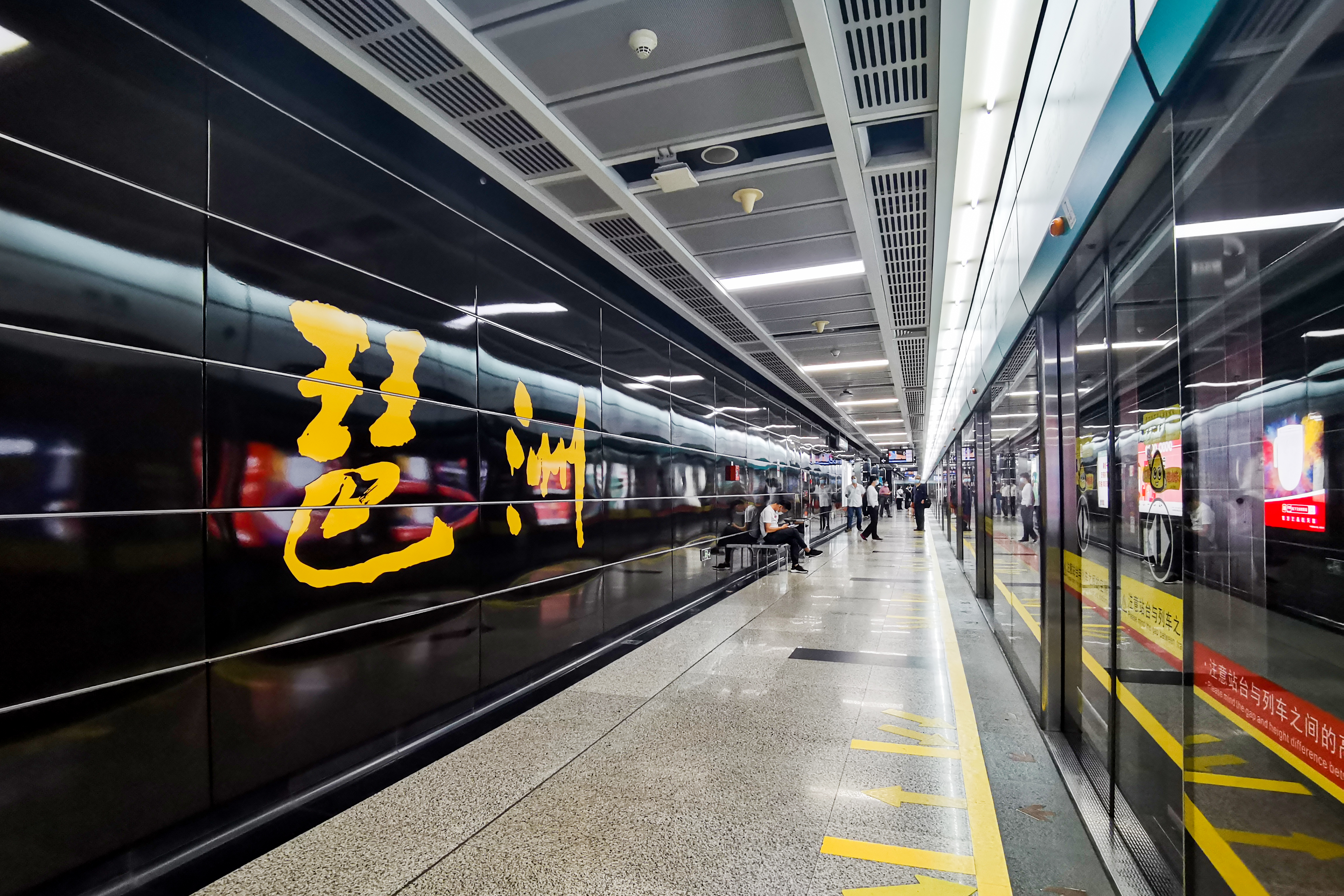
ایستگاه پاژو در خط ۸
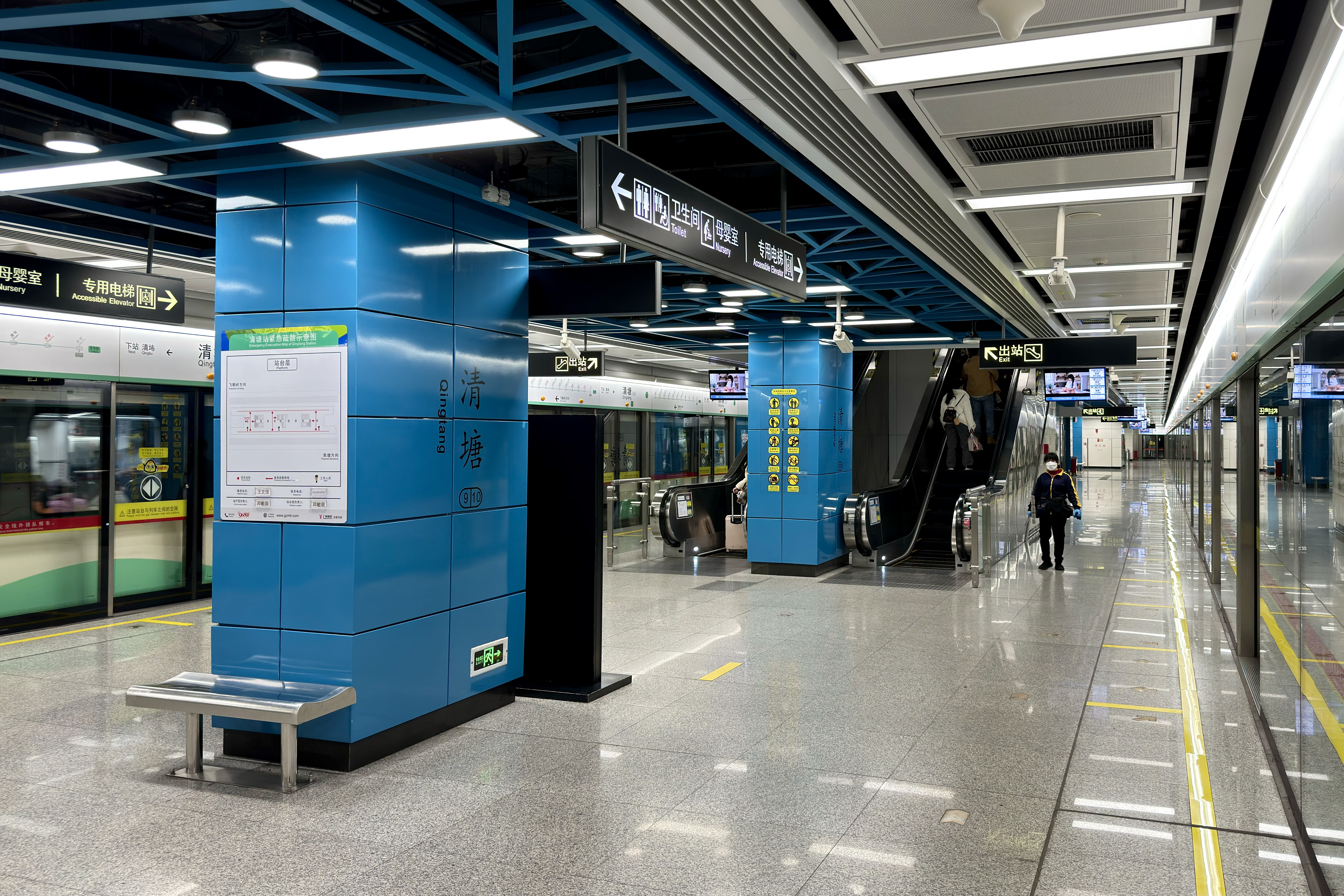
ایستگاه چینگتانگ در خط ۹
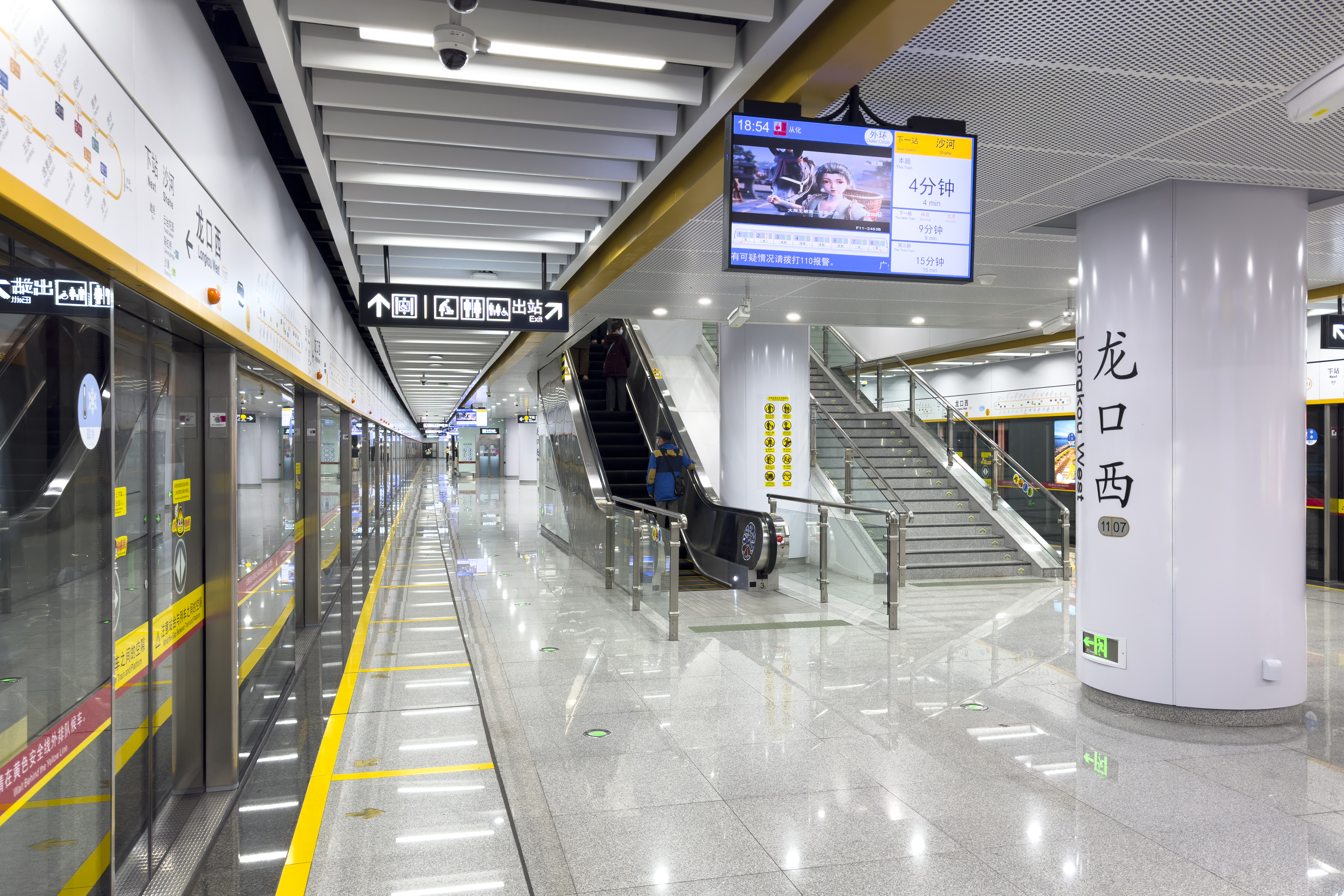
ایستگاه لونگکو غربی در خط ۱۱
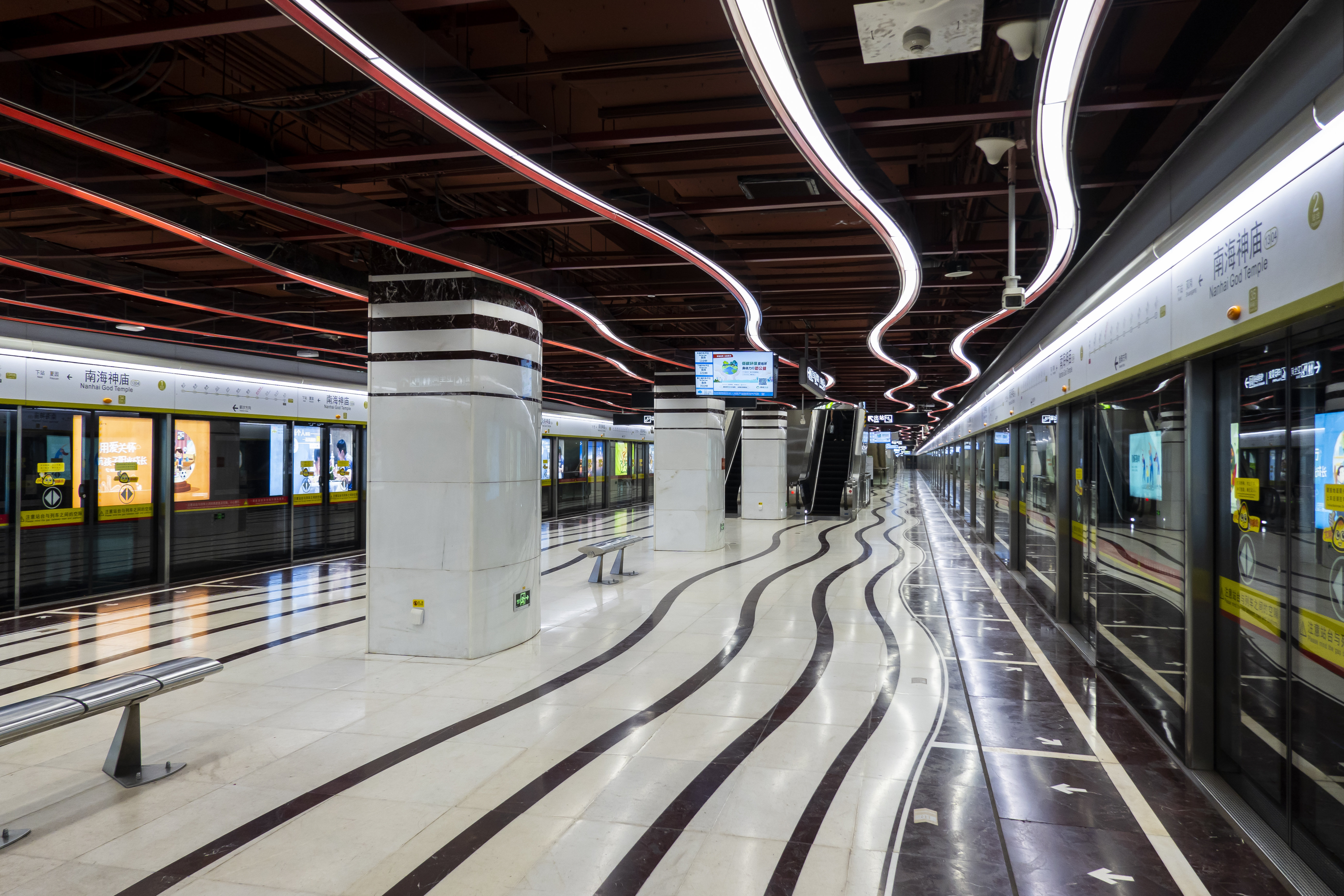
ایستگاه نانهای گود تمپل در خط ۱۳
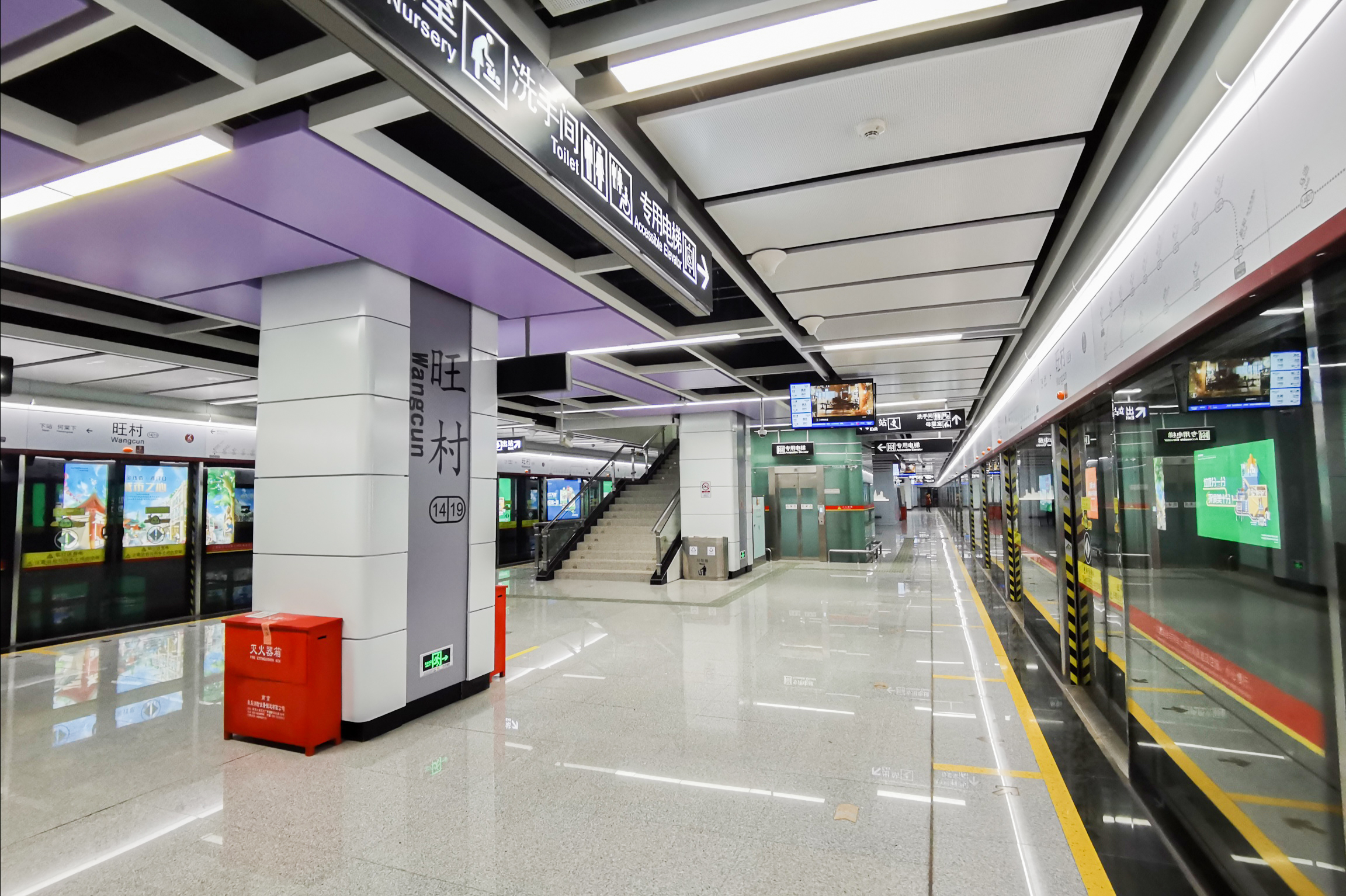
ایستگاه وانگسون در خط ۱۴
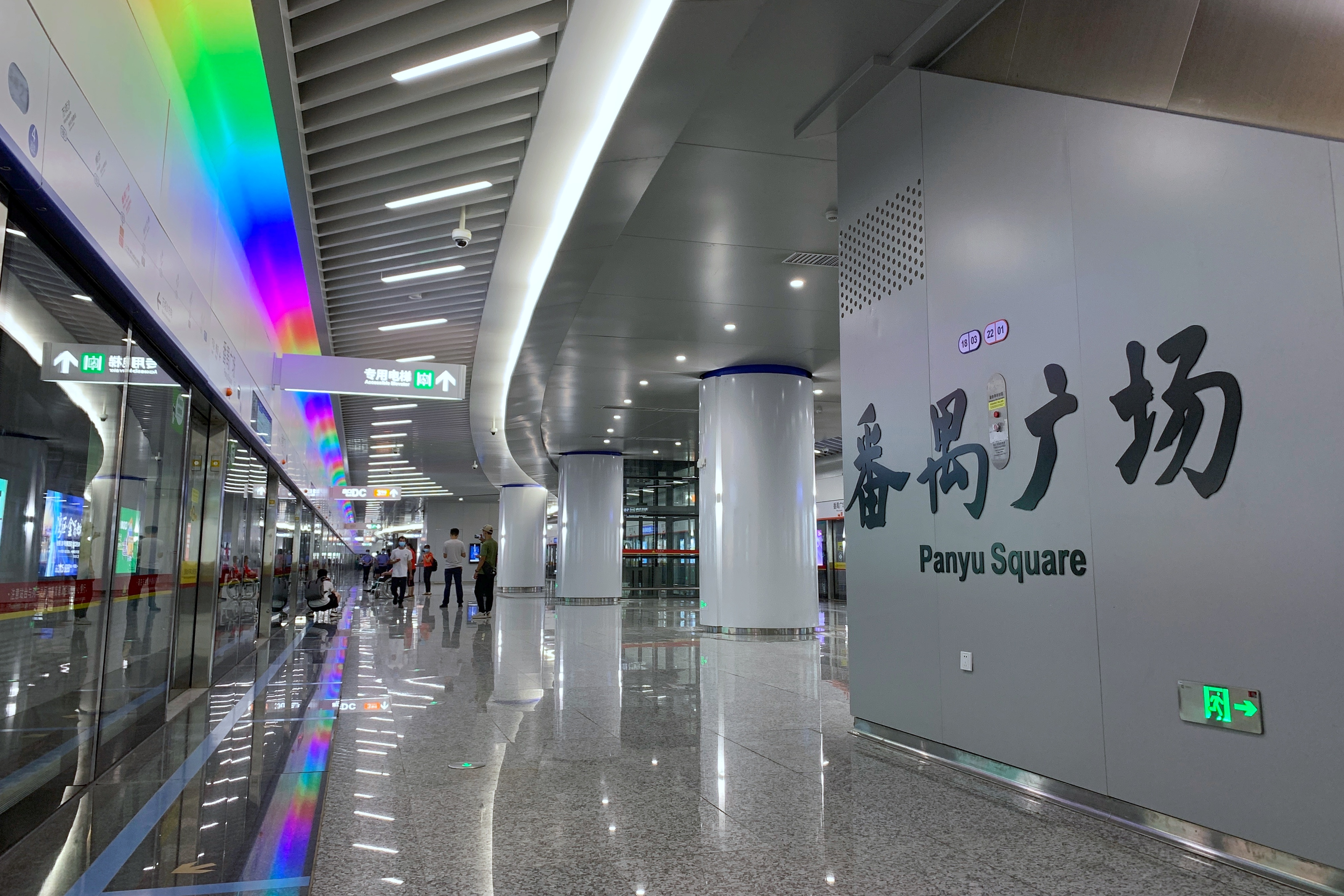
ایسنگاه میدان پانیو در خط ۱۸
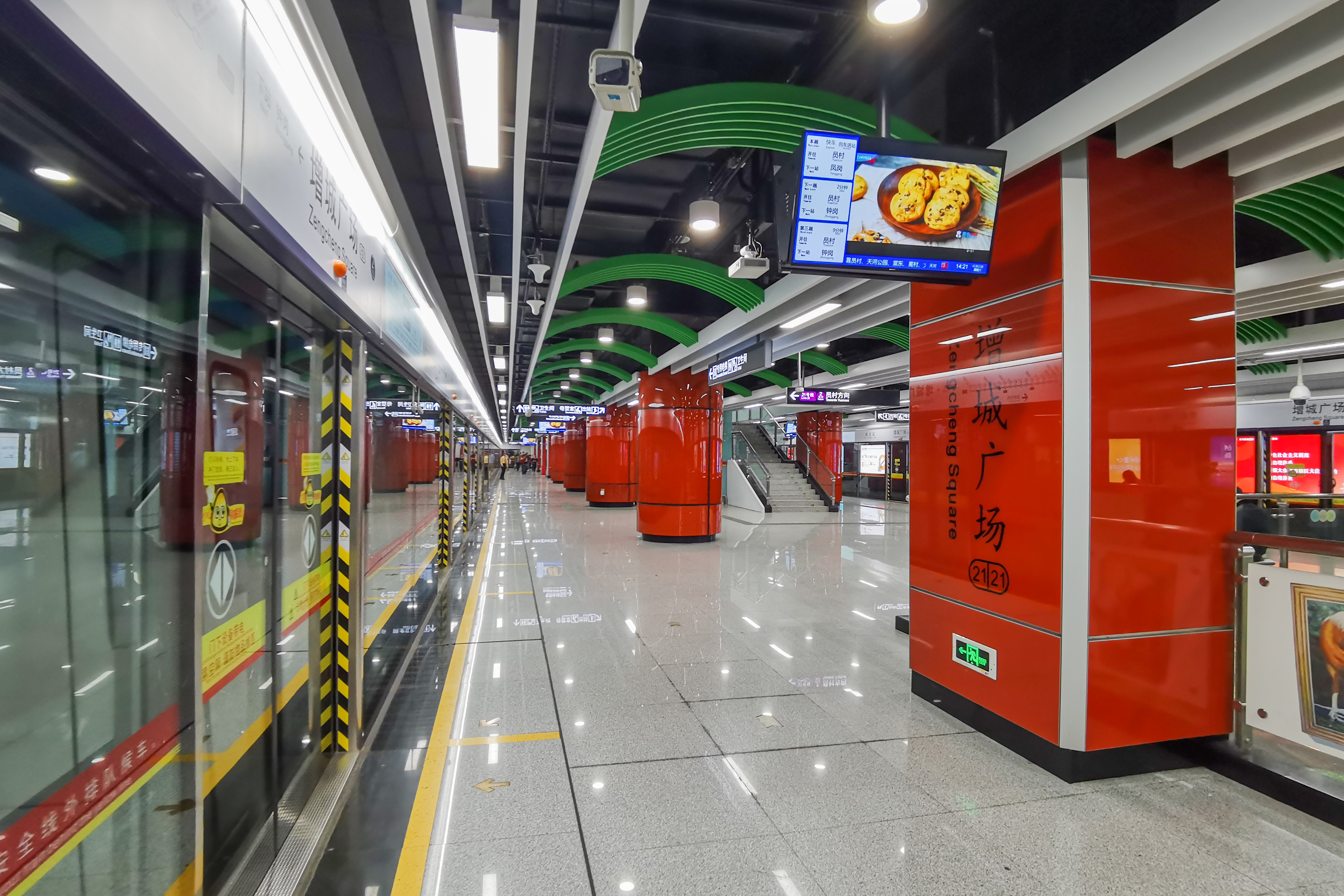
ایستگاه میدان زنگچنگ در خط ۲۱
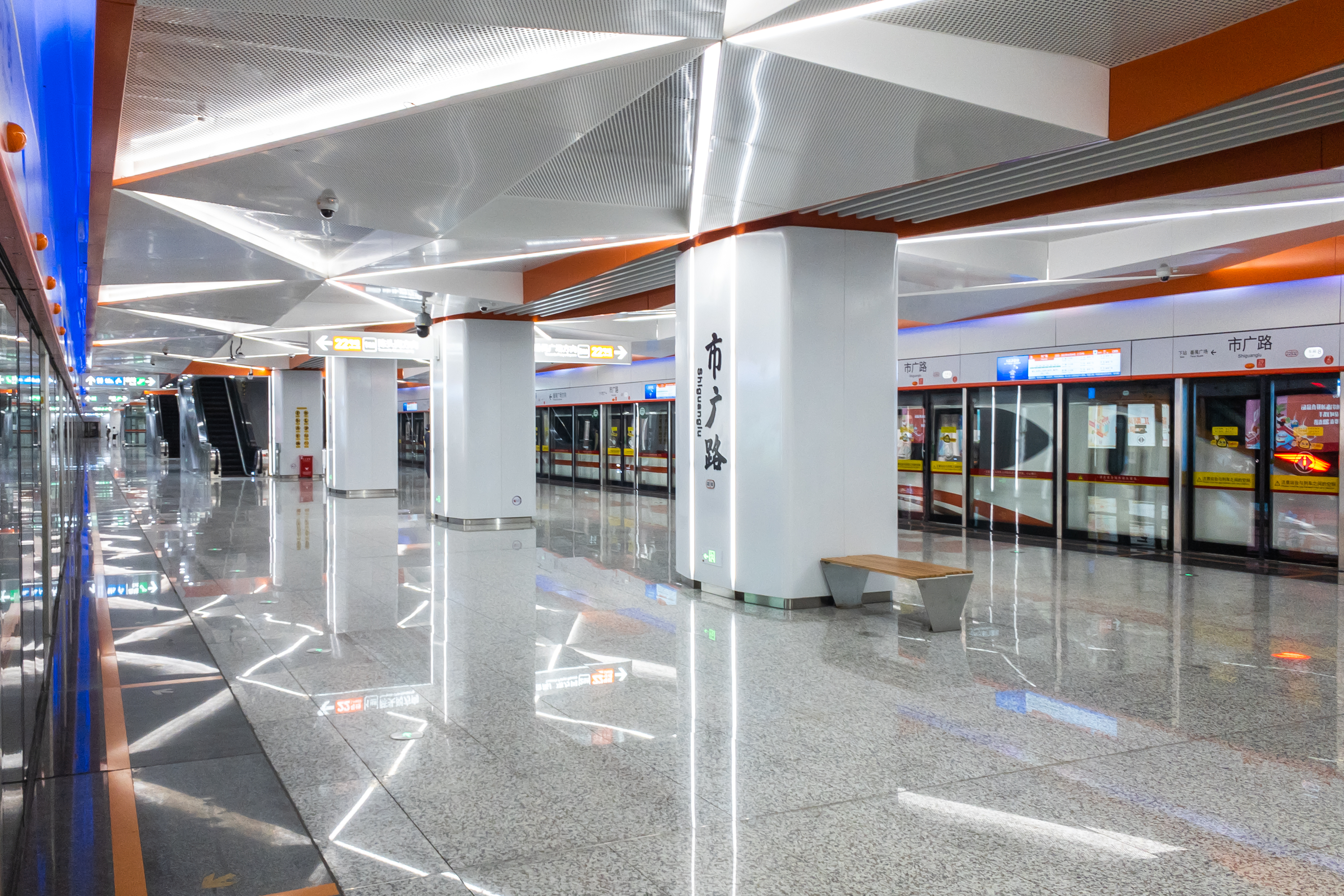
ایستگاه شیگوانگلو در خط ۲۲
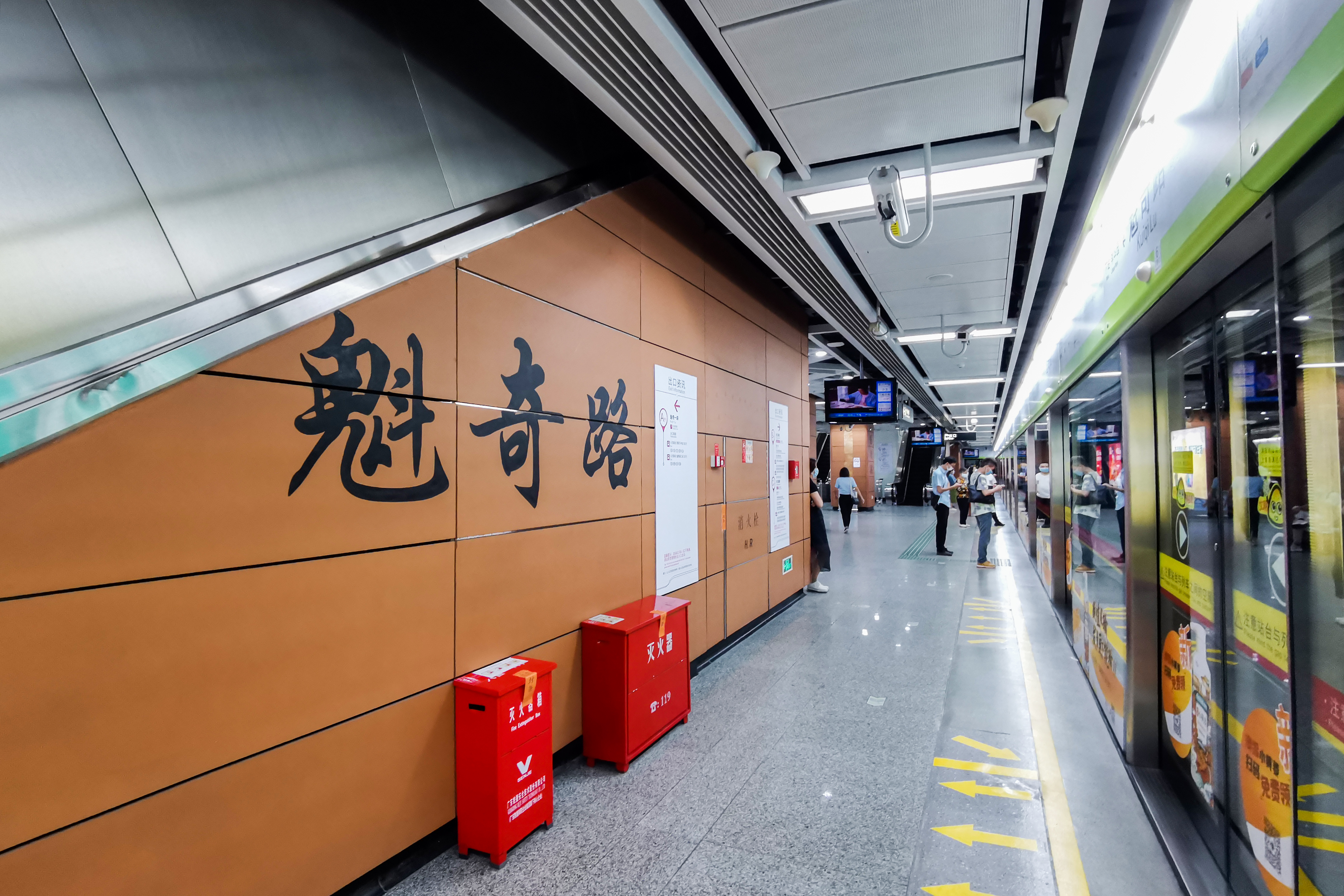
ایستگاه کویچی لو در خط گوانگفو